# Amblypsilopus bruneli
Amblypsilopus bruneli är en tvåvingeart som beskrevs av Grichanov 1998. Amblypsilopus bruneli ingår i släktet Amblypsilopus och familjen styltflugor. Inga underarter finns listade i Catalogue of Life.